# Centralia
Centralia je opuštěné hornické město v Pensylvánii (USA). Po více než 150 letech existence bylo město opuštěno v důsledku rozsáhlého podzemního požáru uhelné sloje, který trvá od 60. let.

## Dějiny města
Naleziště antracitu v údolí nazývaném Morris' land (podle podnikatele a hrdiny Americké revoluce Roberta Morrise, který zde vlastnil pozemky) byla známa od počátku 19. století, ale těžba uhlí zde začala až o půlstoletí později. V roce 1842 území odkoupila Locust Mountain Coal and Iron Company, v roce 1854 byla do údolí dovedena železnice a v roce 1856 byly zprovozněny první dva doly.
Původní název hornické osady byl Centreville, ale protože v Pensylvánii už obec toho jména existovala, v roce 1865 byl název změněn na Centralia. Město dosáhlo největšího rozmachu kolem roku 1890, kdy mělo 2761 obyvatel, většinou irského původu. Ve městě tehdy bylo sedm kostelů, pět hotelů, dvě divadla, banka a poštovní úřad. Podle místní pověsti, první katolický kněz, Daniel Ignatius McDermott, byl v roce 1869 přepaden členy irské mafie a město proklel slovy, že přijde den, kdy jeho kostel bude to jediné, co z Centralie zbude. Úpadek města nastal v době velké hospodářské krize, kdy těžební společnost natrvalo uzavřela několik dolů. Skupiny propuštěných horníků si pak přivydělávaly těžbou uhlí v opuštěných dolech načerno. Počet obyvatel následně vytrvale klesal, v roce 1960 zde žilo 1.435 a v roce 1980 již jen 1.017 lidí.

## Podzemní požár
V roce 1962 byl v opuštěných uhelných štolách zjištěn požár. O příčině jeho vzniku koluje několik verzí. Podle nejrozšířenější verze, kterou ve svých knihách Unseen Danger a Fire Underground publikoval David Dekok, městská rada Centralie v květnu 1962 nařídila likvidaci skládky odpadu ve starém povrchovém dole poblíž hřbitova.

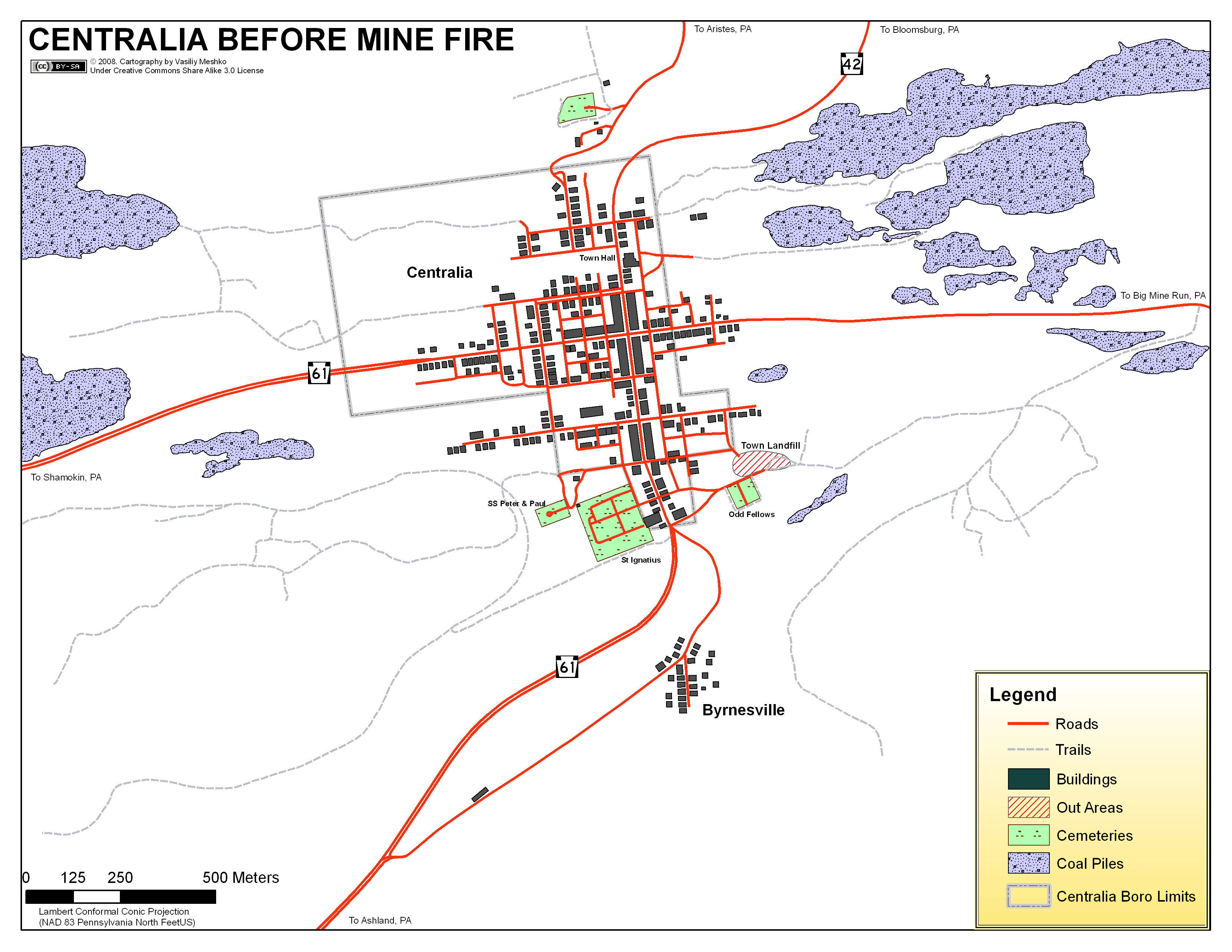
Centralia a Byrnesville a skládka odpadu (Town Landfill) před požárem

Písemné záznamy nespecifikují způsob likvidace skládky - David Dekok soudí, že z toho důvodu, že jak zakládání skládek v povrchových dolech, tak jejich likvidace pomocí ohně bylo už v té době v rozporu se zákonem a bezpečnostními předpisy právě z důvodu nebezpečí pozemních požárů. Požár skládky měl být kontrolován a následně uhašen pomocí požárních hadic, ale během května a června 1962 na skládce znovu a znovu vyšlehly plameny. Skládka byla následně rozhrnuta buldozerem a přitom bylo zjištěno, že v severní stěně lomu je téměř pětimetrová díra vedoucí do labyrintu opuštěných důlních chodeb.
Podle oficiální verze, kterou městská rada nahlásila těžební společnosti a státním orgánům, "oheň neznámého původu vznikl kolem 25. června 1962 v důsledku neobvykle horkého počasí". Podle další verze byl příčinou požáru nedostatečně uhašený důlní požár z roku 1932, který po tři desetiletí doutnal a v roce 1962 znovu propukl.

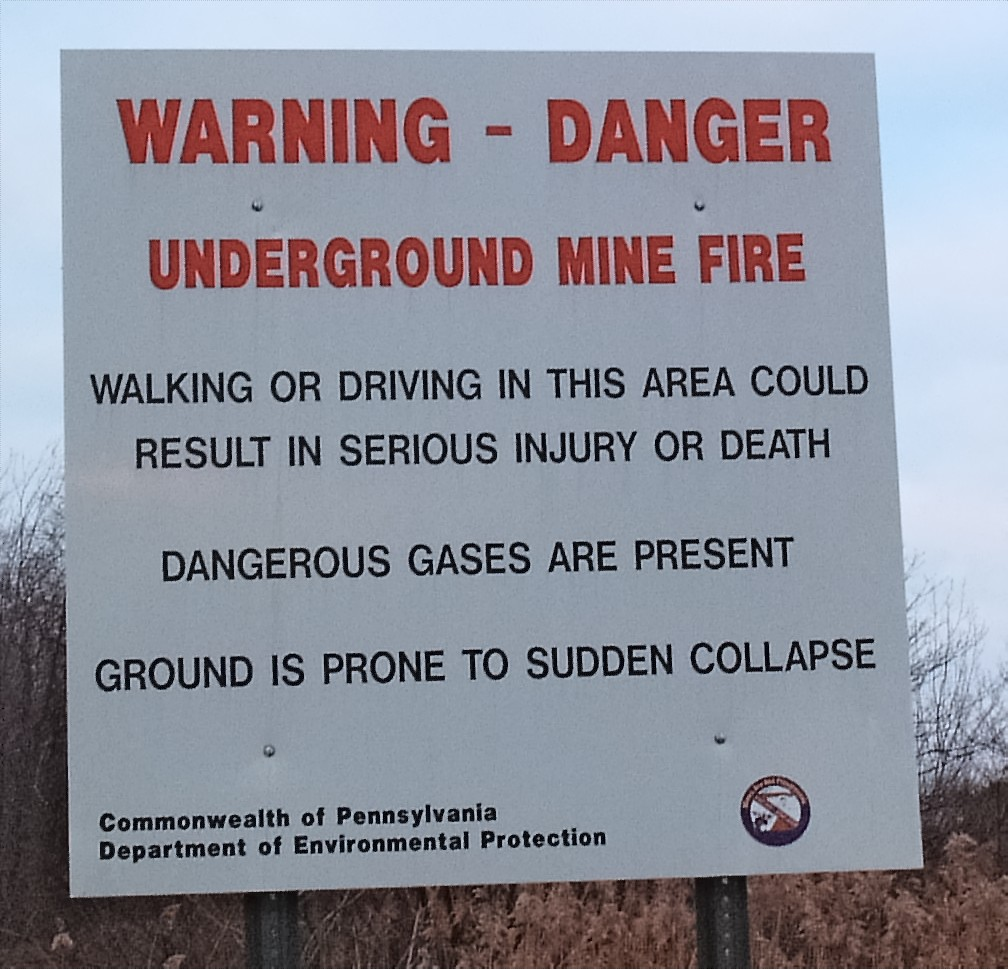
Výstražná tabule varuje před jedovatými plyny a propadem půdy

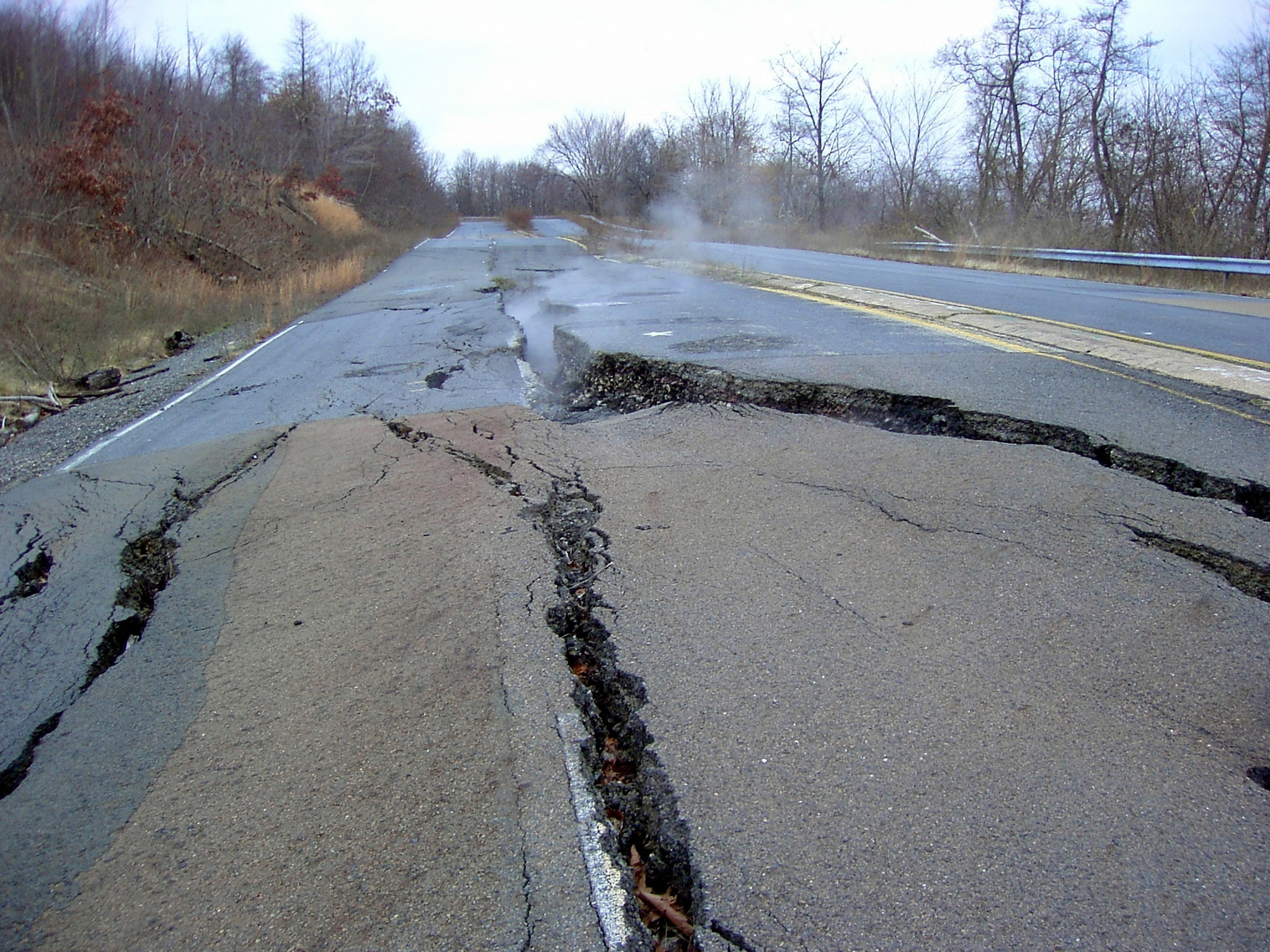
Trhlinami v silnici proniká dým požáru

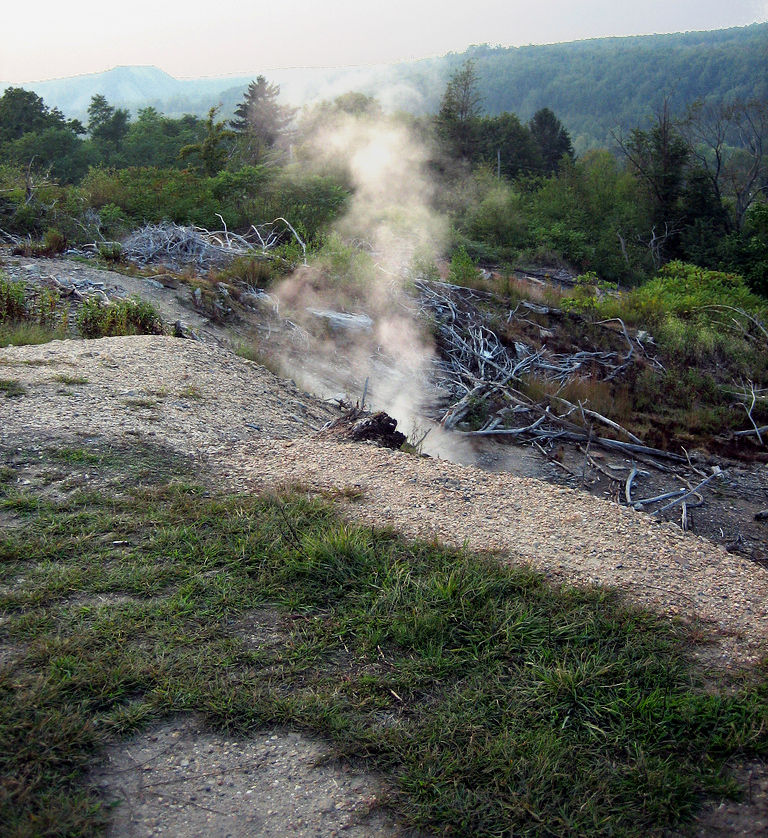
Jedovatý dým hubí okolní vegetaci

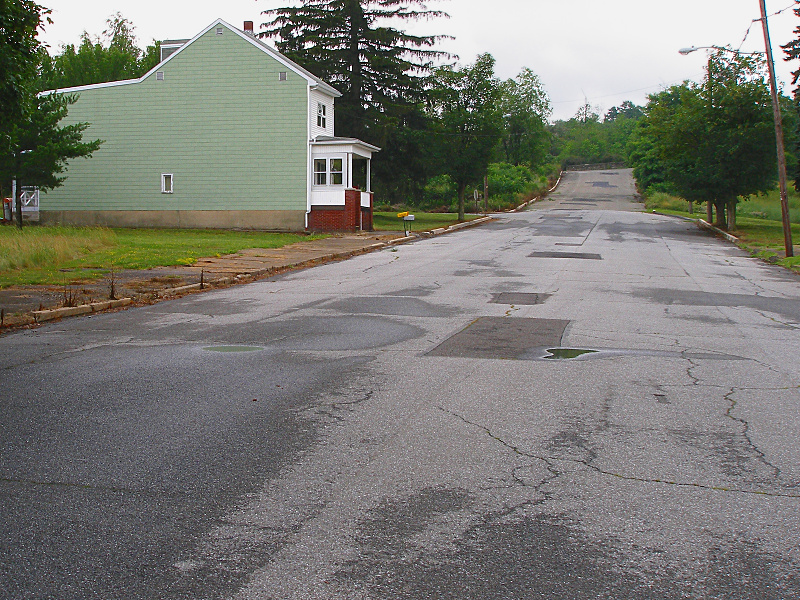
Jeden z posledních obydlených domů po demolici města

První pokus o likvidaci požáru spočíval v odtěžení hořící horniny během srpna až října 1962. Z důvodu omezeného rozpočtu (20.000 USD) práce probíhaly pomaleji, než se šířil požár v podzemí. Následný pokus, zaplnit opuštěné doly směsí nehořlavé horniny a vody, zpomalovaly zimní mrazy. Pumpování nehořlavé směsi bylo ukončeno v březnu 1963 a stálo 42.000 USD. V dubnu se ukázalo, že požár se již rozšířil o 200 metrů a tedy mimo oblast, kam byla pumpována nehořlavá směs. Třetí plán na likvidaci požáru počítal s vykopáním příkopu okolo požáru a jeho zaplněním nehořlavým materiálem. Odhadované náklady měly dosáhnout až 277.000 USD a tak bylo od plánu upuštěno a několik let byl požár ponechán svému osudu.

## Důsledky požáru a současnost
Zdravotní stav obyvatelstva se zhoršoval v důsledku vyšší koncentrace oxidu uhličitého a oxidu uhelnatého. Po vyhoření částí uhelných slojí se začínaly posouvat a propadat horní vrstvy zeminy.
Úřady se požárem začaly zabývat znovu až v roce 1979, poté, co tehdejší starosta a majitel benzínové stanice naměřil ve své podzemní benzínové nádrži teplotu téměř 80 °C. Celostátní pozornost však vyvolala teprve událost roku 1981, kdy se 12letý chlapec propadl do díry, která se náhle objevila na dvorku jeho domu. Chlapec se zachytil za kořeny a jeho bratranec jej z díry vytáhl. Následným měřením se zjistilo, že díra je hluboká 46 metrů a dým, který z ní stoupal, obsahuje smrtící koncentraci oxidu uhelnatého. Bylo zjištěno, že požár se rozšířil i pod sousední vesnici Byrnesville.
V roce 1984 americký kongres uvolnil částku 42 mil. USD na přestěhování obyvatelstva obcí Byrnesville a Centralia. Většina z tisícovky tehdejších obyvatel nabídku přestěhování využila a ve městě zůstalo jen asi 60 lidí. V roce 1992 guvernér státu Pensylvánie nařídil vyvlastnění celého městského obvodu a demolici budov. Státní dálnice Route 61, která vedla přes Centralii, byla z důvodu propadů podloží přeložena. Americká pošta zrušila směrovací číslo Centralie v roce 2002. Několik zbývajících obyvatel se po dvě desetiletí marně u soudu domáhalo zrušení rozhodnutí o vyvlastnění pozemků a nařízenému vystěhování; jejich požadavek byl soudem definitivně zamítnut v roce 2012. Místní úřady nicméně přistoupily na dohodu a posledním sedmi obyvatelům (průměrný věk 62 let) je dovoleno v opuštěném městě dožít.
Podle odhadu uhelných zásob pod městem může požár trvat nejméně dalších 250 let.

## Centralia v kultuře
Centralia je předobrazem města duchů v několika románech a filmech, například Strange Highways, Nothing but Trouble a Vampire Zero. Posloužila též jako přímá inspirace pro hororovou hru Silent Hill a její filmové zpracování.